# Miroslav Huptych
Miroslav Huptych (* 21. října 1952 Varnsdorf) je český básník, výtvarník a arteterapeut.
Kromě své úspěšné literární tvorby se věnuje i výtvarné činnosti. Svými kolážemi a fotomontážemi ilustroval řadu knih a nástěnných kalendářů.

## Životopis
M. H. se vyučil mechanikem v odborném učilišti Tesly Hloubětín v Praze 1968–1971. V letech 1972–1980 byl zaměstnán v pražské nemocnici Na Bulovce a večerně vystudoval střední zdravotní školu (maturoval 1980). V letech 1980–1991 pracoval na Psychiatrické klinice 2. fakultní nemocnice v Praze jako zdravotní bratr. V letech 1992–1997 absolvoval psychoterapeutický výcvik a v letech 1997–2001 bakalářské studium psychologie a arteterapie na Pedagogické fakultě Jihočeské univerzity (diplomová práce Dějiny koláže a využití koláže v arteterapii). V letech 1991– 2001 pracoval jako terapeut na lůžkové části Krizového centra a na Lince důvěry v Regionálním institutu ambulantních psycho-sociálních služeb (RIAPS), v letech 2001–2003 v terapeutické komunitě Magdaléna pro léčbu drogově závislých (Mníšek pod Brdy). Od roku 2003 je ve svobodném povolání a věnuje se výtvarné, literární a vzdělávací činnosti. V roce 2005 založil Institut pro vzdělávání v arteterapii a artefiletice. Působí jako lektor a supervizor arteterapeutických kurzů a výcviků. Řadu let byl místopředsedou České arteterapeutické asociace a šéfredaktorem časopisu arteterapie.[zdroj?]
Literární tvorba:
Poezie: Srdcový střelec (Mladá fronta 1984); Zvěrokruh (bibliofilie, 1986), Názorný přírodopis tajnokřídlých (Československý spisovatel 1989); Tarot a trakaře ( Mladá fronta 1997), Noční linka důvěry (Pistorius&Olšanská 2012), List za listem (Pistorius&Olšanská, 2015)
Knížka autorských aforismů a gregerií: Hodinky s ohňostrojem (Pistorius&Olšanská 2013)
Uspořádal a vydal: Černá slepice aneb Kterak se líhne bazalíček, jenž do domu štěstí přináší (antologie lidových pověr, 1991); Pegasovo poučení. Antologie české poezie 1945–2000 (2002, s P. A. Bílkem, V. Pistoriem, J. Macháčkem, též přispěl); Nezabolí jazyk od dobrého slova. Antologie českého aforismu (2003, s J. Žáčkem, též přispěl); V. Ryčl: Život je hrozný společník (2004, s J. Macháčkem); Kdo pije vlčí mlíko, aneb, Jak se léčilo za starodávna. Léčebné návody, pověrečné léčení, čáry, zaříkávadla od XIV. století do XIX. století z mnohých knih vybrané (2005).
Překlady veršů: Do němčiny: 1986, 1993, Die Sonnenuhr (antologie české lyriky z 11. století), 1986 Hommage a Hans Arp (koláže,verše), 2006 Höhlen tief im Wörterbuch (něm. antologie Česká lyrika posledních desetiletí). Do maďarštiny: 1996 Akhilleusz és a teknoc (maďarská antologie české poezie 1945–95). Do ruštiny: 2005, Iz věka v věk (ruská antologie české poezie). Do angličtiny: 93 Oxford Magazine (spec. české číslo, přel. verše), 2000 New Orleans Review (speciální číslo věnované současné české poezii). Do francouzštiny: 89 Revue K, Paříž (přel. verše). Do švédštiny: 92 Studie kamraten (literární časopis, celé číslo věnované Československu, rozhovor, koláže, verše). Čeští spis. o toleranci (v pěti jazykových mutacích vydání u příležitosti 61. svět. kongresu 1994 – České centrum Mezinárodního PEN klubu.
Výtvarná činnost: Kolážemi ilustroval 64 knih, 168 knižních obálek a 30 nástěnných kalendářů.
Spolupracuje jako výtvarník s divadly: Stavovské divadlo, scénografie opery Kouzelná flétna, režie Vladimír Morávek (2015). Divadlo Husa na provázku, hra České moře, režie V. Morávek – autor scénických koláží, plakátu a 30 koláží v divadelním programu, Vánoční hra Betlém, režie V. Morávek. S režisérkou Irenou Žantovskou – Zahrada soch (animace koláží promítaných při představení).
Pro děti s poruchou autistického spektra vytvořil Miroslav Huptych oboustranný kolážovaný kalendář pro roky 2023-2024, doprovozený texty Jana Amose Komenského. Kalendář Labyrint světa a ráj srdce vychází ke 400. výročí vydání Komenského spisu.
Ocenění: Národní pedagogické muzeum J. A. Komenského udělilo MH medaili za šíření odkazu J. A. Komenského v umělecké oblasti 16. 5. 2019
Kniha Labyrint světa a ráj srdce /nakl. Práh 2019/ byla Literárními novinami vyhlášena knihou roku za rok 2019.
Kniha Labyrint světa a ráj srdce /nakl. Práh 2019/ byla za rok 2019 byla oceněna v kategorii „nakladatelský počin roku“ cenou Magnesia Litera
Realizoval přes 30 samostatných výstav /Vídeň, Naarden. Lešno/. Je zastoupen ve sbírce Pražské plynárenské

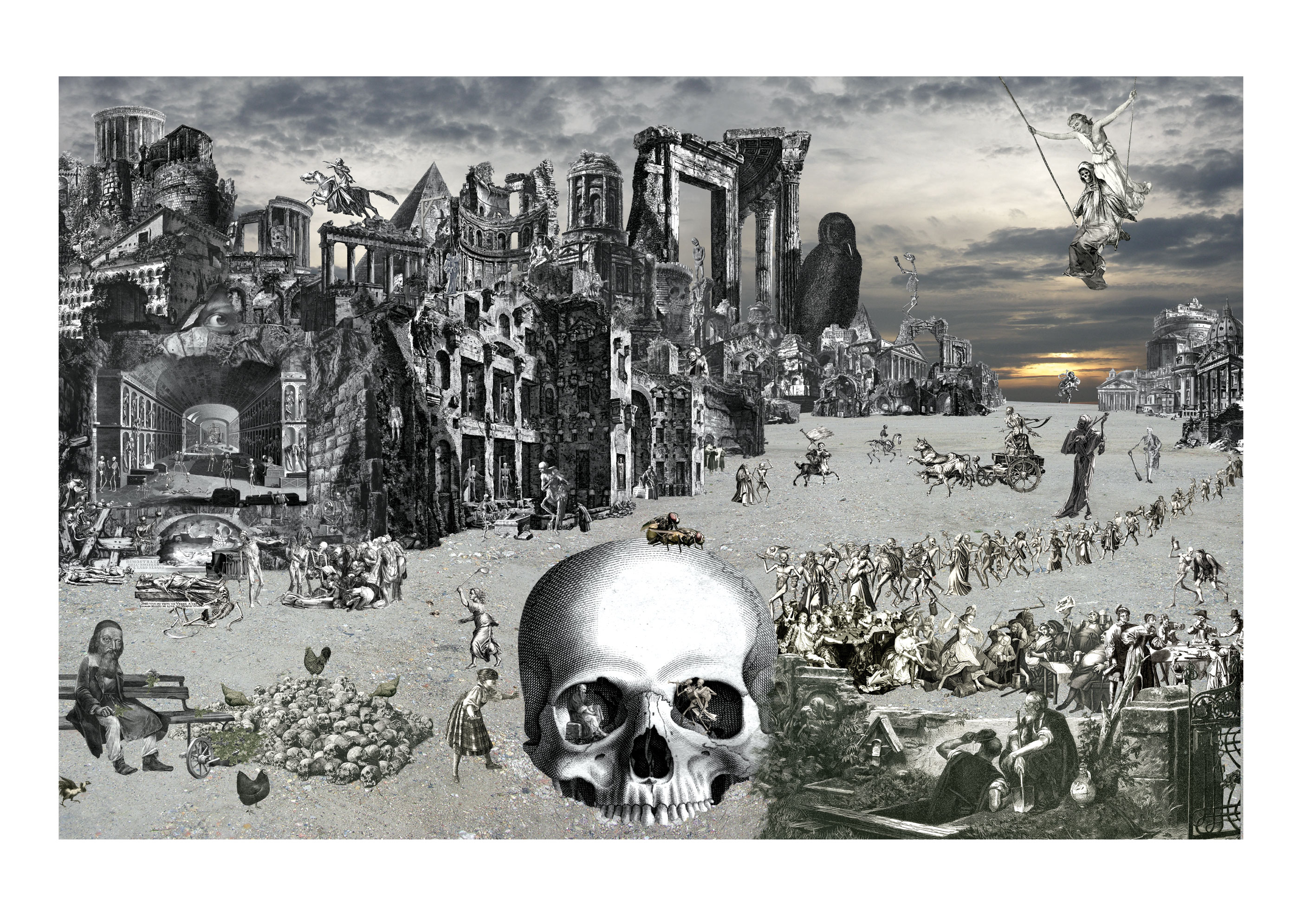
Miroslav Huptych, cyklus Labyrint světa a ráj srdce - Smrt všecky bídně hubící (2013)
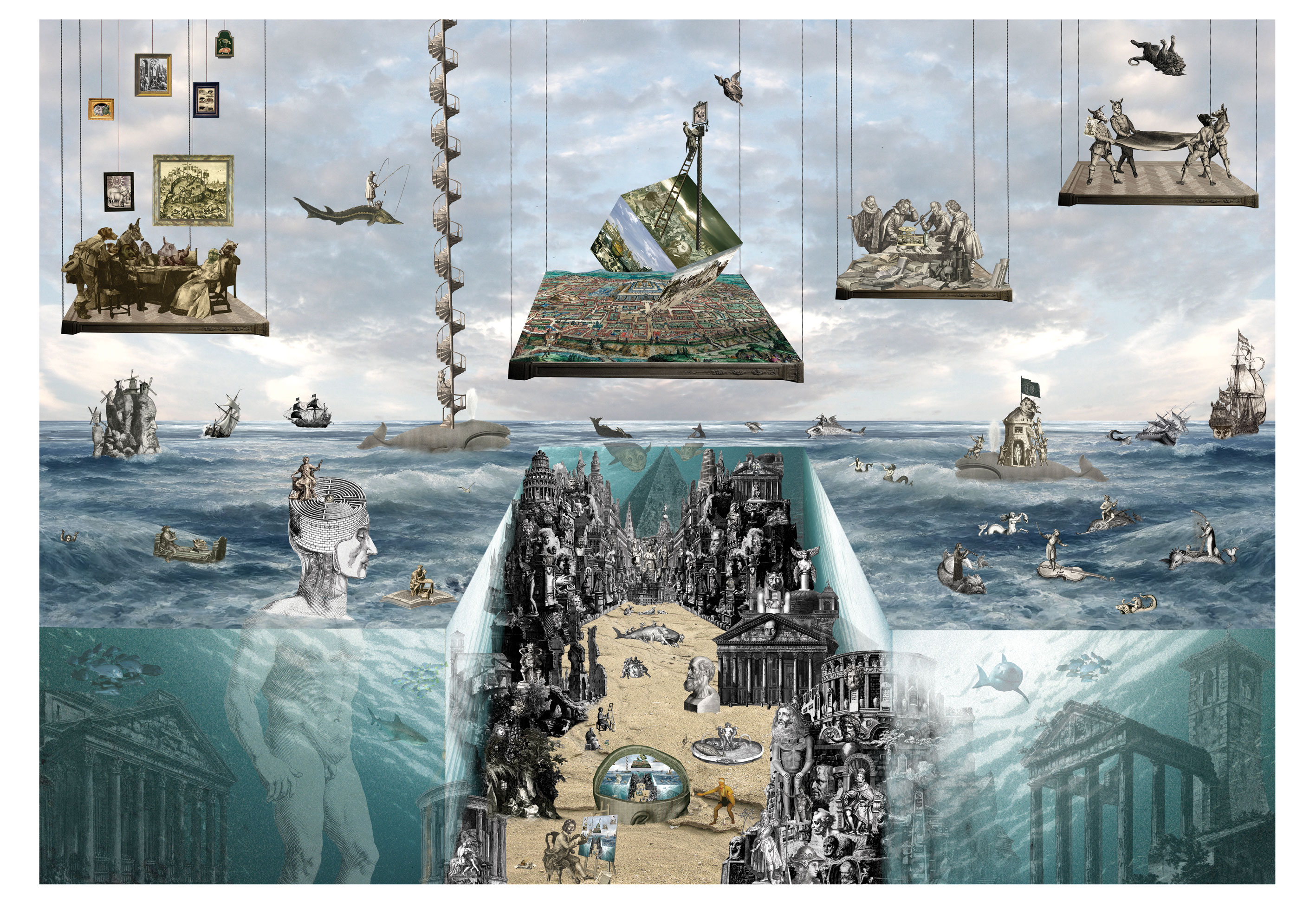
Miroslav Huptych, cyklus Labyrint světa a ráj srdce - Poutník přišel mezi filozofy (2017)
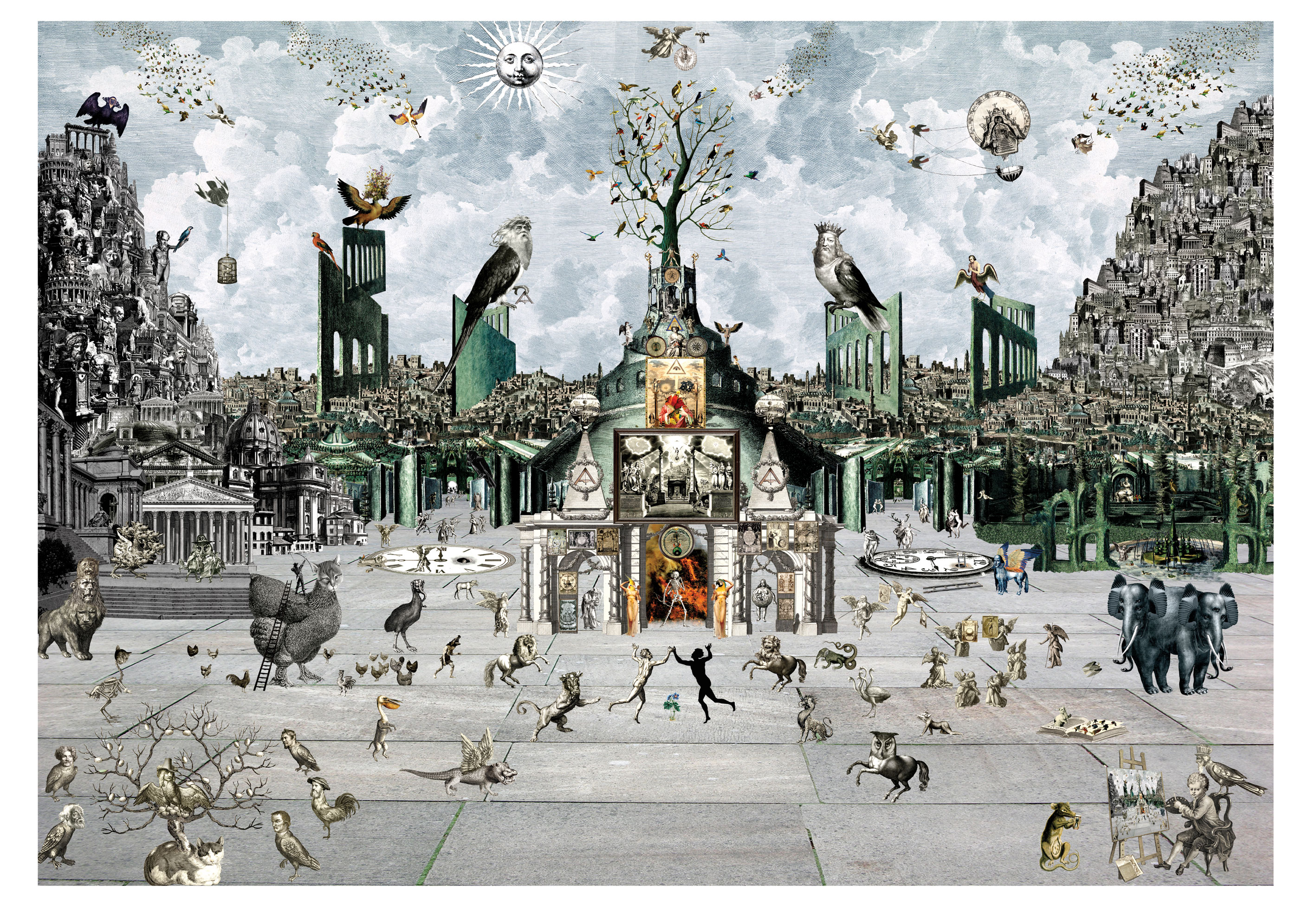
Miroslav Huptych, Pocta C. G. Jungovi (2015)
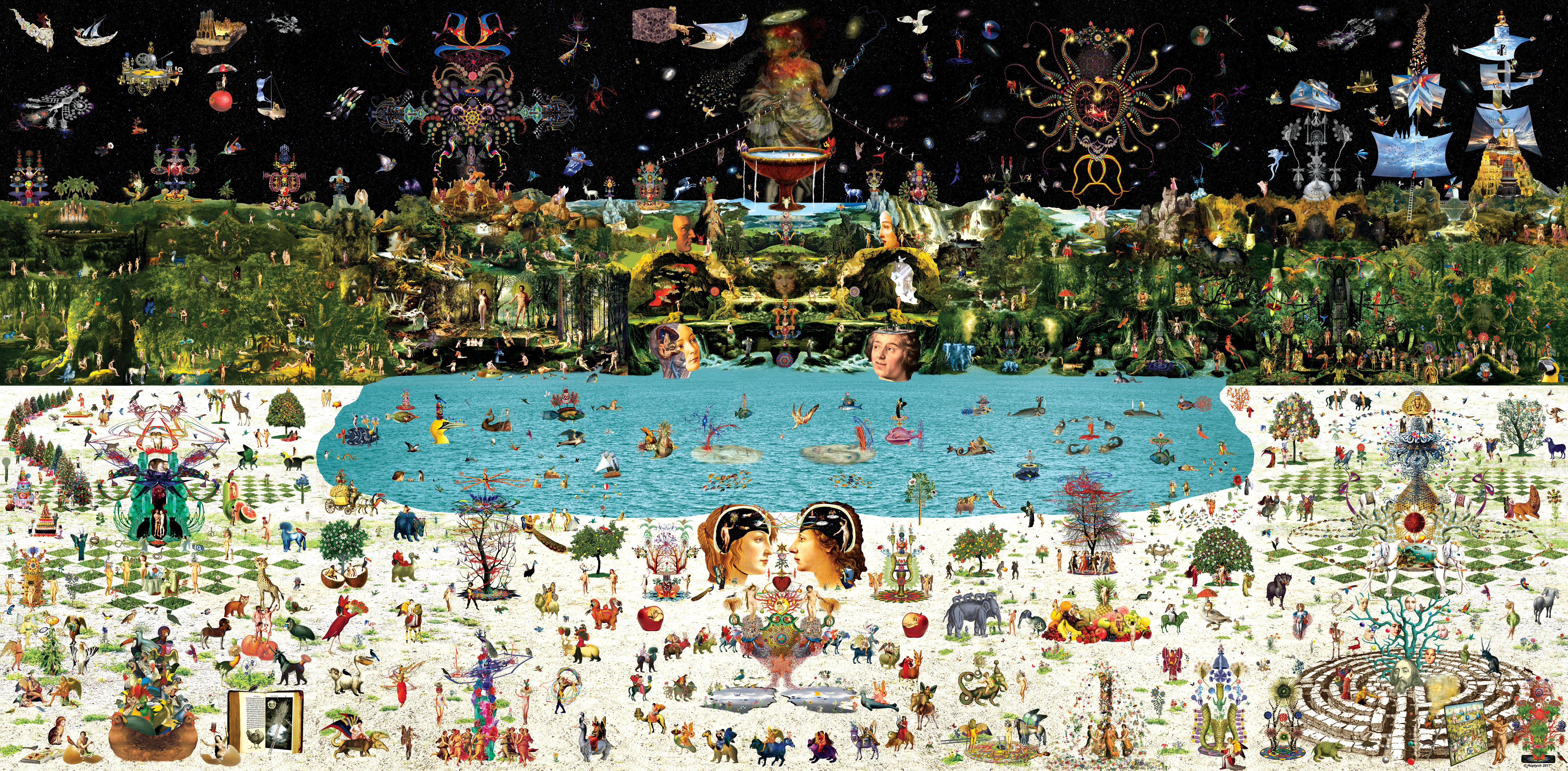
Miroslav Huptych, Ráj (Paradise) počítačová grafika (2017), 2400 x 1180 mm, tisk na dibondovou desku